# Jesse Jackson junior

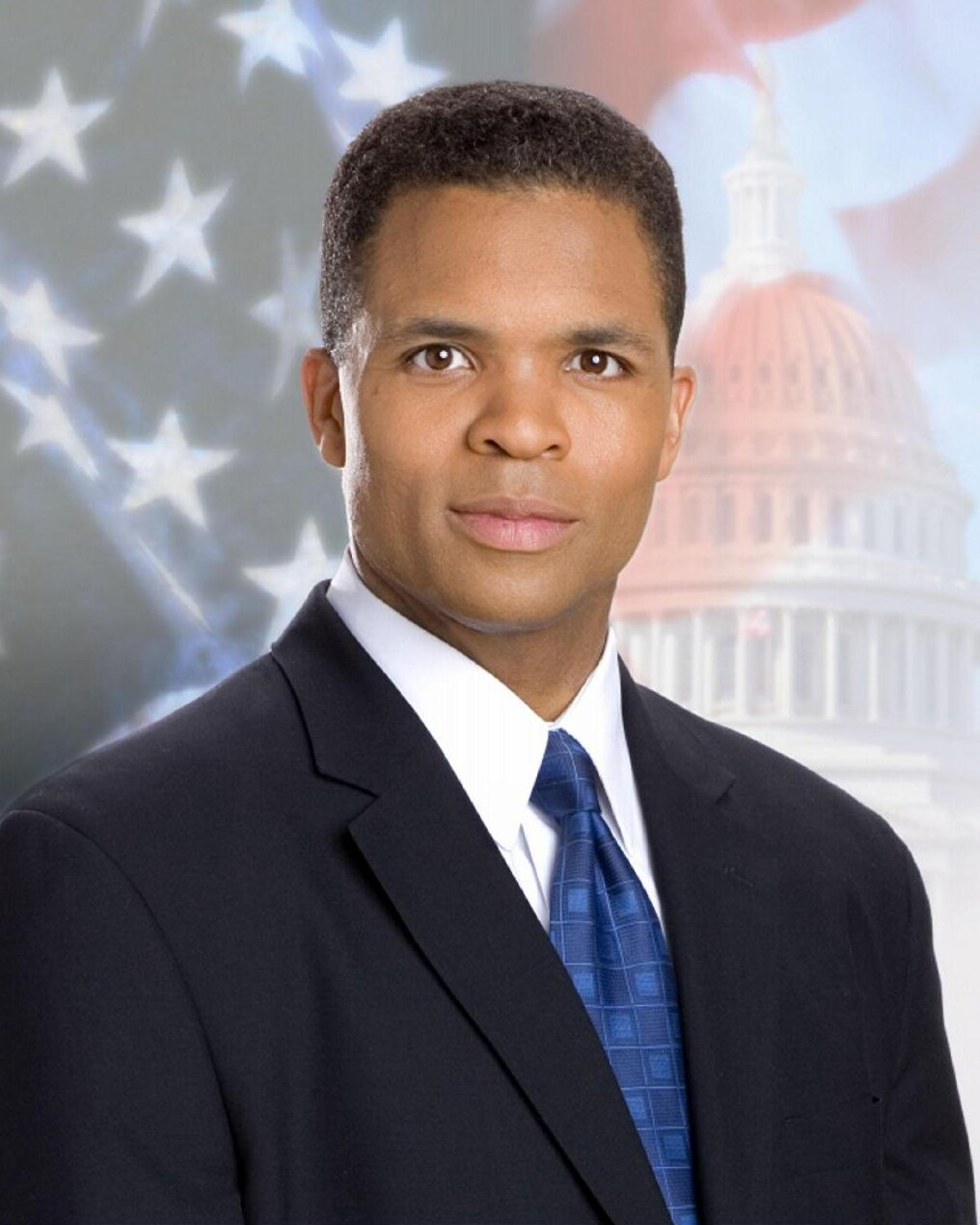
Jesse Jackson junior

Jesse Louis Jackson, Jr. (* 11. März 1965 in Greenville, South Carolina) ist ein US-amerikanischer Politiker der Demokratischen Partei. Er war von 1995 bis 2012 Mitglied des US-Repräsentantenhauses für Illinois.

## Biografie
Der Sohn des Bürgerrechtlers und späteren demokratischen Präsidentschaftskandidaten Jesse Jackson studierte nach dem Schulbesuch an der North Carolina Agricultural and Technical State University und erwarb dort 1987 einen Bachelor of Science (B.S.). Ein anschließendes Postgraduiertenstudium der Theologie am Chicago Theological Seminary (CTS) schloss er 1989 mit einem Master of Arts (M.A.) ab. Ein weiteres Postgraduiertenstudium der Rechtswissenschaften am College of Law der University of Chicago beendete er schließlich 1993 mit einem Juris Doctor (J.D.).
Danach begann er seine politische Laufbahn als Sekretär der Versammlung der Afroamerikaner (Black Caucus) des Democratic National Committee. Zugleich war er von 1993 bis 1995 Projektleiter der von seinem Vater gegründeten Regenbogenkoalition (Rainbow Coalition), deren Mitglied er ebenso ist wie von PUSH (People United to Serve Humanity), einer 1971 ebenfalls von seinem Vater gegründeten Organisation.
Nach dem Rücktritt des bisherigen Abgeordneten Mel Reynolds wurde er 1995 erstmals zum Mitglied des US-Repräsentantenhauses gewählt und vertrat dort vom 12. Dezember 1995 bis zum 21. November 2012 den zweiten Kongresswahlbezirk von Illinois. Er wurde am 6. November 2012 mit 63:23 Prozent der Stimmen ungefährdet in eine weitere Amtszeit gewählt, gab jedoch wenig später seinen Mandatsverzicht bekannt. Als Grund führte er einerseits gesundheitliche Probleme an; unter anderem leidet er an einer bipolaren Störung und befand sich daher schon mehrfach in Behandlung. Ausschlaggebend war andererseits jedoch auch, dass das FBI wegen ethischer Verstöße gegen ihn Ermittlungen aufgenommen hatte. Auch der Ethikausschuss des Parlaments beschäftigte sich mit Jackson, der Wahlkampfgelder missbrauchte, um sein Haus zu renovieren und einem Freund eine teure Uhr zu kaufen. Zahlreiche demokratische Politiker hatten ihre Teilnahme an der Primary am 26. Februar 2013 angekündigt; die eigentliche Nachwahl fand dann am 9. April desselben Jahres statt. Dabei wurde Robin Kelly zu seiner Nachfolgerin gewählt.
Im August 2013 wurden er und seine Frau zu Haftstrafen verurteilt. Zusammen haben sie rund 750.000 $ an Wahlkampfspenden für private Zwecke veruntreut. Unter den Ausgaben waren Pelzmäntel, Aufenthalte in Disneyland und vor allem Memorabilia von Bruce Lee und Michael Jackson. Jesse Jackson wurde zu 30 Monaten, seine Frau zu 12 Monaten Gefängnis verurteilt. Um die Verfahrenskosten und den Schadensersatz zu bezahlen, wurden die mit den veruntreuten Geldern erworbenen Gegenstände versteigert.